# Bad Life (песня)
«Bad Life» (в переводе с англ. — «Плохая жизнь») — песня из альбома This Is What You Want… This Is What You Get и шестой сингл группы Public Image Ltd. Он был выпущен в 7-дюймовом и в 12-дюймовом форматах. Сингл занял семьдесят первое место в британском хит-параде.

## О сингле
Был выпущен в стандартной упаковке, обложка полностью чёрная с обеих сторон, с титульной стороны был изображён логотип группы, сзади информация о песнях.
12-дюймовый вариант песни содержится на альбоме, 7-дюймовый формат выпущен только в виде сингла и позже был включен в сборник группы Plastic Box.
«Bad Life» является перезаписанной без участия Кита Левена песней «Mad Max» с альбома Commercial Zone.
Также был выпущен клип, показывающий Джона Лайдона и Мартина Аткинса в танце диско.

## Комментарии группы
- Джон Лайдон: «На этой песни в значительной степени представлены только Мартин и я. Самое смешное в Мартине, это то, что ему никогда не нравилось играть на барабанах. И это означает, что когда он играет на них, он хочет как можно скорее закончить это делать, и это производит ошеломляющий эффект безумия в его игре, который я всегда любил в нём».

## Список композиций
7" формат:
1. «Bad Life» — 3:51
2. «Question Mark» — 4:09

12" формат:
1. «Bad Life» — 5:12
2. «Question Mark» — 4:09

## Состав
Public Image Ltd:
- Джон Лайдон — вокал
- Мартин Аткинс — барабаны

Приглашённые музыканты:
- Колин Уоор — гитара
- Луи Бернарди — бас-гитара
- Ричард Коттл — клавишные